# Otto von Hammerstein
Otto von Hammerstein (auch Otto I. von Zütphen bzw. Otto I. von Zutphen, * um 975; † wohl 5. Juni 1036) war seit spätestens 1001 Burgherr von Zutphen und damit möglicherweise Graf von Zutphen, seit 1016 Graf in der Wetterau und seit dem Jahr 1019 oder 992 Graf im Engersgau.

## Leben
Otto war ein Sohn des Grafen Heribert von der Wetterau († 992) aus dem fränkischen Adelsgeschlecht der Konradiner, und der Imiza, einer Tochter des Grafen Megingoz in Geldern und Zutphen. Sein Name von Hammerstein bezieht sich auf die am rechten Rheinufer, unterhalb von Neuwied gelegene Burg Hammerstein im damaligen Engersgau, die Otto zusammen mit einer Grafschaft in der Wetterau von seinem Vater übernommen hatte. Er war eine treue Stütze der Ottonen und zog 1002 mit dem Herzog Otto von Kärnten nach Italien. Etwa gleichzeitig erbte er von seinem Großvater Megingoz die Burg Zutphen und damit möglicherweise die Grafschaft Zutphen (weitere Informationen siehe niederländische Version).
Otto war mit Irmingard von Verdun verheiratet, der einzigen Tochter des Grafen Gottfried von Verdun aus der Familie der Wigeriche und der Mathilde Billung, die wiederum eine Tochter von Hermann Billung, dem Herzog von Sachsen aus der Familie der Billunger war. Irmingard war eine Schwester der Herzöge Gottfried II. und Gozelo I. von Niederlothringen. Diese Ehe führte zwischen 1018 und 1027 zu erheblichen Komplikationen, da die beiden nach damaligem kanonischen Recht zu nah verwandt waren (siehe Hauptartikel Hammersteiner Ehe). Otto verlor im Jahr 1020 nicht nur Hammerstein, sondern auch die Grafschaft im Engersgau. Nach Otto wurde ein Ello, auch Hello genannt, Graf im Engersgau.
Letztlich konnten Otto und Irmingard ihre Ehe retten.
Otto von Hammerstein und Irmingard von Verdun hatten einen Sohn, Udo, der 1034, also vor seinem Vater, starb. Unter dem Namen Otto von Zutphen ist er als Vater der Mathilde von Zutphen bekannt, die Ludolf von Brauweiler aus der Familie der Ezzonen heiratete, den ältesten Sohn des Pfalzgrafen Ezzo und der Mathilde von Sachsen, somit einen Enkel des Kaisers Otto II. aus der Familie der Liudolfinger.
Otto starb im Jahr 1036, wodurch sein Zweig des konradinischen Hauses erlosch.

## Die Freiherren von Hammerstein
Laut Gerhart Werner (s. u.) soll Otto, als er wegen der Auseinandersetzungen um seine Ehe auf der Flucht war, bei den Grafen von Berg Schutz gesucht haben; darüber hinaus soll er einen Zinshof der Abtei Werden östlich von Wülfrath erworben haben, der den Namen Hammerstein erhielt. Dieser Zinshof wurde der Stammsitz der späteren Freiherren von Hammerstein. Eine verwandtschaftliche Beziehung zwischen Otto von Hammerstein und den Freiherren von Hammerstein kann jedoch genealogisch nicht belegt werden.